# Деккер, Карл (футболист)
Карл Де́ккер (нем. Karl Decker; 5 сентября 1921, Вена — 27 сентября 2005, там же) — австрийский футболист, футбольный тренер. Выступал на позициях нападающего и полузащитника. Является одним из самых эффективных бомбардиров в истории чемпионата Австрии.

## Клубная карьера
Карл Деккер начинал свою карьеру в небольших клубах «Оттакринг», «Шварц-Вайс» и «Вайсе Эльф». Осенью 1937 года он перешёл в венский клуб «Фёрст», за который дебютировал в возрасте 16 лет. Деккер успешно выступал за «Фёрст» вплоть до 1952 года. Он стал трёхкратным чемпионом Австрии, а 31 октября 1943 года забил один из голов в финале Кубка Германии против немецкого «Гамбурга», что помогло команде одержать победу со счётом 3:2. Всего за «Фёрст» Деккер провёл 609 матчей (включая товарищеские игры), в которых забил 605 голов. В сезоне 1943/44 он стал лучшим бомбардиром чемпионата. После завершения карьеры в «Фёрсте» нападающий отыграл два сезона в клубе «Штурм» из Граца, а затем отправился в качестве легионера во французский «Сошо» и швейцарский «Гренхен».
Ещё в 1951 году Деккер начал тренерскую карьеру, возглавив «Фёрст» в качестве играющего тренера. В сезоне 1957/58, возглавляя «Гренхен», он сыграл свой последний матч как футболист, выйдя однажды на поле в связи с экстренной необходимостью. С сентября по декабрь 1968 года Деккер временно тренировал венский «Рапид» по причине болезни тогдашнего главного тренера «зелёно-белых» Рудольфа Вытлачила. В этот короткий период Деккеру удалось добиться одного из самых известных успехов «Рапида» в Кубке европейских чемпионов, пройдя на стадии 1/8 финала испанский клуб «Реал Мадрид».
С 1969 года Карл Деккер занимал пост президента Австрийской федерации футбольных преподавателей.
Скончался 27 сентября 2000 года в возрасте 84 лет, похоронен на Центральном кладбище Вены. В 2011 году в честь Карла Деккера была названа одна из улиц в венском районе Дёблинг.

## Карьера в сборных
Деккер сыграл 8 матчей за сборную Германии, забив 7 голов. С 1945 по 1952 годы он выступал за сборную Австрии, забив 19 мячей в 25 матчах.
С 1958 по 1964 годы Деккер возглавлял сборную Австрии в качестве главного тренера. Ему удалось создать одну из лучших команд в истории сборной, в состав которой входили такие игроки как Штоц, Коллер, Ханаппи, Хоф, Сенекович, Немец, Буцек и др. С мая 1960 по октябрь 1961 года сборная Австрии сыграла 10 матчей, проиграв лишь однажды и нанеся поражения сборным Шотландии, СССР, Испании, Италии, Англии, Венгрии. Однако из-за недостатка денежных средств АФС принял решение не выставлять сборную на чемпионат мира 1962 года, после чего её результаты начали ухудшаться. В 1963 году сборная провела 7 матчей, добившись лишь одной победы и потерпев 5 поражений. В феврале 1964 года Деккер подал в отставку. Под его руководством сборная Австрии сыграла в общей сложности 36 матчей, одержав 16 побед и потерпев 17 поражений. Только Хуго Майсль, Херберт Прохазка, Леопольд Штястный и Вальтер Науш провели больше матчей на посту главного тренера сборной, чем Деккер.

## Достижения
- Чемпион Австрии (3): 1941/42, 1942/43, 1943/44
- Обладатель Кубка Германии: 1943
- Обладатель Альпийского кубка: 1941
- Лучший бомбардир чемпионата Австрии: 1944
- Лучший бомбардир Альпийского кубка: 1941
- Рекордсмен чемпионата Австрии по количеству голов в одном матче: 9 голов
- Лучший бомбардир в истории «Фёрст»: 321 гол
- Рекордсмен «Фёрст» по количеству голов в сезоне: 50 голов

## Статистика выступлений
| Клуб             | Сезон            | Лига | Лига | Чемпионат Германии | Чемпионат Германии | Кубки | Кубки | Прочие | Прочие | Итого | Итого |
| Клуб             | Сезон            | Игры | Голы | Игры               | Голы               | Игры  | Голы  | Игры   | Голы   | Игры  | Голы  |
| ---------------- | ---------------- | ---- | ---- | ------------------ | ------------------ | ----- | ----- | ------ | ------ | ----- | ----- |
| Фёрст (Вена)     | 1938/39          | 14   | 10   | 0                  | 0                  | 2     | 0     | 0      | 0      | 16    | 10    |
| Фёрст (Вена)     | 1939/40          | 14   | 10   | 0                  | 0                  | 4     | 4     | 0      | 0      | 18    | 14    |
| Фёрст (Вена)     | 1940/41          | 15   | 12   | 0                  | 0                  | 3     | 3     | 5      | 9      | 23    | 24    |
| Фёрст (Вена)     | 1941/42          | 12   | 14   | 5                  | 3                  | 3     | 5     | 2      | 1      | 22    | 23    |
| Фёрст (Вена)     | 1942/43          | 16   | 29   | 4                  | 3                  | 0     | 0     | 0      | 0      | 20    | 32    |
| Фёрст (Вена)     | 1943/44          | 14   | 28   | 3                  | 5                  | 9     | 17    | 0      | 0      | 26    | 50    |
| Фёрст (Вена)     | 1944/45          | 9    | 10   | -                  | -                  | 3     | 5     | 0      | 0      | 12    | 15    |
| Фёрст (Вена)     | 1945/46          | 20   | 32   | -                  | -                  | 5     | 7     | 2      | 1      | 27    | 40    |
| Фёрст (Вена)     | 1946/47          | 17   | 15   | -                  | -                  | 2     | 6     | 0      | 0      | 19    | 21    |
| Фёрст (Вена)     | 1947/48          | 17   | 13   | -                  | -                  | 1     | 0     | 0      | 0      | 18    | 13    |
| Фёрст (Вена)     | 1948/49          | 17   | 17   | -                  | -                  | 4     | 8     | 0      | 0      | 21    | 25    |
| Фёрст (Вена)     | 1949/50          | 23   | 22   | -                  | -                  | -     | -     | 0      | 0      | 23    | 22    |
| Фёрст (Вена)     | 1950/51          | 19   | 19   | -                  | -                  | -     | -     | 0      | 0      | 19    | 19    |
| Фёрст (Вена)     | 1951/52          | 19   | 13   | -                  | -                  | -     | -     | 0      | 0      | 19    | 13    |
| Фёрст (Вена)     | Итого            | 226  | 244  | 12                 | 11                 | 36    | 55    | 9      | 11     | 283   | 321   |
| Штурм (Грац)     | 1952/53          | 13   | 7    | -                  | -                  | -     | -     | 0      | 0      | 13    | 7     |
| Штурм (Грац)     | 1953/54          | 23   | 15   | -                  | -                  | -     | -     | 0      | 0      | 23    | 15    |
| Штурм (Грац)     | Итого            | 36   | 22   | 0                  | 0                  | 0     | 0     | 0      | 0      | 36    | 22    |
| Сошо             | 1954/55          | 22   | 9    | -                  | -                  | 3     | 3     | 0      | 0      | 25    | 12    |
| Сошо             | 1955/56          | 15   | 6    | -                  | -                  | 0     | 0     | 0      | 0      | 15    | 6     |
| Сошо             | Итого            | 37   | 15   | 0                  | 0                  | 3     | 3     | 0      | 0      | 40    | 18    |
| Гренхен          | 1957/58          | 1    | 0    | -                  | -                  | 0     | 0     | 0      | 0      | 1     | 0     |
| Гренхен          | Итого            | 1    | 0    | 0                  | 0                  | 0     | 0     | 0      | 0      | 1     | 0     |
| Всего за карьеру | Всего за карьеру | 300  | 281  | 12                 | 11                 | 39    | 58    | 9      | 11     | 360   | 361   |